# Perissodus microlepis
Perissodus microlepis är en fiskart som beskrevs av Boulenger, 1898. Perissodus microlepis ingår i släktet Perissodus och familjen Cichlidae. IUCN kategoriserar arten globalt som livskraftig. Inga underarter finns listade i Catalogue of Life.